# Bauffremont
Bauffremont è una famiglia francese che trae il nome dal comune di Beaufremont, nel dipartimento dei Vosgi. La famiglia fa risalire se stessa a Liébaud, signore di Bauffremont, nel 1090. Discendono per linea femminile dai Courtenay.

## Storia
Dopo l'alleanza con la famiglia dei Vergy, i Bauffremont si stabilirono nel Ducato di Borgogna e nella Franca Contea. Nel 1448 Pierre di Bauffremont, signore di Charny, sposò Marie, figlia legittima di Filippo il Buono, duca di Borgogna. Nel 1527 la famiglia acquisì col matrimonio i beni della famiglia Vienne-Listenois.
Nicolas di Bauffremont, il figlio Claude e il nipote Henri furono tutti figure importanti negli stati generali del 1576, 1588 e 1614 e i loro discorsi furono resi pubblici.
L'8 giugno 1757 Louis di Bauffremont (1712–1769) fu incoronato Principe del Sacro Romano Impero (ereditabile da tutti i discendenti in linea maschile); il 21 agosto e il 27 settembre lo stesso titolo gli fu riconosciuto in Francia. Nel 1759 Louis fu dapprima nominato cousin du roi dal re Luigi XV.

## L'alleanza con la dinastia di Courtenay

Stemma della dinestia di Courtenay: Or three torteaux.

La dinastia di Courtenay fu una stirpe medievale francese originaria del castello di Courtenay, nel Gâtinais (attuale Loiret), nel X secolo. La dinastia discende da Athon, il primo signore di Courtenay, apparentemente a sua volta discendente dei Conti di Sens e di Faramondo, ritenuto fondatore della monarchia francese nel 420.
I loro individui maschili discendenti da Luigi VI di Francia indussero ai membri poveri del XVII secolo di essere riconosciuti come Princes du Sang (Principi di Sangue Reale) e "cugini del re". Tre re consecutivi - Enrico IV, Luigi XIII, e Luigi XIV - rifiutarono le loro petizioni.  Benché i Courtenay protestassero, le loro richieste di ottenere il titolo principesco non furono mai accettare dalla Corte dei Conti a Parigi.
L'ultimo individuo maschile della famiglia di Courtenay si suicidò nel 1727. In ogni caso, sua sorella sposò Louis di Bauffremont, e i loro discendenti assunsero il dubbio titolo di "principe di Courtenay".

Stemma di Antoine de Bauffremont

Alexandre Emmanuel Louis di Bauffremont (1773–1833), figlio di Louis, prestò servizio presso i Borbone. Fuggì durante la Rivoluzione francese e si stabilì negli Stati Uniti. Successivamente ritornò in Francia e fu nominato Conte dell'impero francese di Napoleone. Luigi XVIII lo proclamò membro dei Pari di Francia nel 1817, e duca nel 1818.
L'attuale capo della famiglia, Principe Jacques di Bauffremont, ottavo duca di Bauffremont (nato nel 1922), è il presidente dell'Institut de la Maison de Bourbon, l'organizzazione che sostiene il diritto al trono della Francia di Luigi Alfonso, duca di Angiò. Sua sorella Principessa Claude de Bauffremont fu sovrintendente onoraria della famiglia di educazione della Legione d'Onore.
Il capo della famiglia usa i seguenti titoli: prince-duc de Bauffremont, prince de Courtenay et de Carency, prince et marquis de Listenois et de Marnay, comte et duc de Pont de Vaux, vicomte de Marigny et de Salins, cousin du roi.  I membri allievi della famiglia usano i titoli prince de Bauffremont e prince de Marnay.
Due membri della famiglia sono stati membri della famiglia dell'Order of the Golden Fleece: Louis Bénigne, Marquis de Bauffremont e Prince de Listenois (1684–1755) nel 1711 e Charles Roger, Prince de Bauffremont-Listenois (1713–1795) nel 1789.

## Genealogia

### Origini
1. Oddone, signore di Bauffremont (1035-1092)
  1. Hugues I, conte palatino (1060-1106)
    1. Henri
    2. Imier
    3. Elisabeth
    4. Liebaut I, barone di Bauffremont (1085-1140) - sposò Jeanne d'Aspremont (1090-?)
      1. Oddone (abate di Morimont)
      2. Biliharde (sposò Vencel de Chantenois)
      3. Rohilde
      4. Liébaut II, barone di Bauffremont (1110-1165) - sposò Pétronille de Dagsbourg 
        1. Pierre (?-1181)
        2. Wilhard
        3. Marguerite (che sposò Liébaud de Gerbéviller)
        4. Marie (che sposò Jean de Besange)
        5. Hugues II, barone di Bauffremont (1140-1196) - sposò Hadwide de Brixey Bourlémont (1150-1190) 
          1. Hugues (?-prima del 1197)
          2. Milon (?-1198)
          3. Simon (?-prima del 1189)
          4. Hersen, che sposò Philippe de Tilleux e poi Simon de Paroye
          5. Agnès
          6. Hadwide, che sposò Thierry de Louvigny
          7. Liébaut III, barone di Bauffremont (1175-1230) - sposò Melvide de Vaudémont (1150-?)
            1. Isabelle, che sposò Regnier II d'Aigremont
            2. Pierre I, barone di Bauffremont (1202-1255) - sposò Agnès de Vergy (1215-?)
              1. Yolande - che sposò Guillaume de Marigny
              2. Héloise
              3. Liébaut IV, barone di Bauffremont (1235-1304) - sposò nel 1260 Adeline d'Epinal Ruppes (1240-1275)
                1. Héloise - che sposò Jean d'Oiselet
                2. Agnès - che sposò Jean II de Poligny
                3. Vautier, barone di Bauffremont (1265-1335) sposò Marguerite de Choiseul-Traves, dame di Scey 
                  1. Pierre
                  2. Laure - sposò Henri du Chatelet
                  3. Marguerite
                  4. Cunegonde - sposò Simon de Joinville
                  5. Agnliel - sposò Rolet de Mons
                  6. Simon
                  7. Catherine (1295-?) - sposò Ferry III de Ludres
                  8. Liébault V, barone di Bauffremont (1300-1378) - sposò in prime nozze, nel 1320, Beatrice de Vauvry; poi dopo il 1323 Isabelle de Brixey-Bourlémont
                    1. (I) Jean (1322-1381) - sposò Alix de Fontenoy
                      1. Marie (1350-?), che sposò Jean II de Bouzey: con discendenza

                    2. (II) Marguerite (1330-?), che sposò Godemard du Fay e poi Henri de Vienne
                    3. (II) Philibert de Bauffremont (1340-1415) - spos nel 1375 Agnès de Jonvelle (1345-1408) - sposò dopo il 1408 Catherine de Ludres
                      1. Guillemette - che sposò Pierre II de Bauffremont-Ruppes
                      2. Jean (1375-1415) - che sposò Marguerite de Charny
                      3. Isabella (1375-?) - sposò Richard d'Oiselet
                      4. Pierre (1376-?)
                      5. Marie (1378-?) - sposò Jacques de Vienne-Ruffey
                      6. Jeanne (1380-1417) - sposò nel 1407 Guillaume II de Neuchatel-Valangin

                  9. Huard de Bauffremont Scey

                4. Pierre (1266-?)
                5. Jean (1267-?), che sposò Clémence de Haucourt
                6. Huard I de Bauffremont-Ruppes
                7. Ottone (1268-1320), che sposò Jeanne de Scey

              4. Pierre (1235-?)
              5. Liébaut de Bauffremont-Landaville - sposato con Ne de Savigny

            3. Huard I de Bauffremont-Bulgnéville
            4. Hugues de Bauffremont-Couches
            5. Jean de Bauffremont-Removille et Gaucher (1203-?)